# Brazylianit

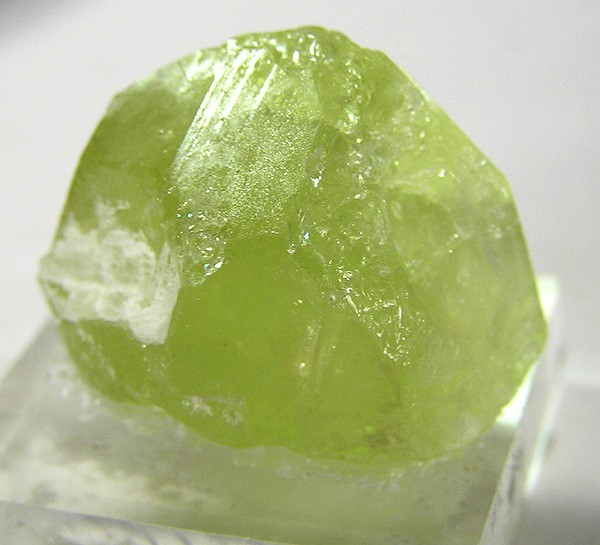

Brazylianit – przezroczysty minerał pegmatytowy. Nazwa pochodzi od miejsca gdzie go odkryto w 1945 roku - w pobliżu miejscowości Conselheria Peua w Minas Gerais (Brazylia). Wyglądem przypomina chryzoberyl i żółte odmiany berylu.

## Charakterystyka

### Właściwości
Wykształca kryształy słupkowe, grubotabliczkowe, narosłe. Występuje w skupieniach zbitych, promienistych, włóknistych i wrosłych. Może zawierać wtrącenia w postaci niewielkich, wydłużonych, zielonych kryształów turmalinu, blaszki muskowitu lub wtrącenia płynne.
Inne właściwości:
- Pleochroizm: słaby; zmiana barwy w odcieniach barwy danego minerału
- Widmo absorpcyjne: nie diagnostyczne[3]
- Luminescencja: brak
- Inkluzje: liczne
- Kryształy bliźniacze: nie wykształca
- Radioaktywność: brak

### Występowanie
Występuje głównie w pustkach pegmatytów granitowych (szczególnie tych zasobnych w fosfor), gdzie towarzyszą mu lazulit i apatyt. Współwystępuje także z albitem, muskowitem, turmalinem, kwarcem, syderytem, mikroklinem, apatytem i augelitem.

### Miejsca występowania
Występuje przede wszystkim w Brazylii – w pobliżu Conselheira Pena (Bahia) oraz USA (New Hampshire, Connecticut, Maine, Arizona i Dakota Południowa). Stwierdzony także w Kanadzie (Yukon), Czechach, we Włoszech, w Austrii, w Bawarii w Niemczech i w Rwanadzie.

### Zastosowanie
W jubilerstwie stosowany rzadko, gdyż są kryształy są bardzo spękane. W amerykańskim Museum Historii Naturalnej w Nowym Jorku znajdują się dwa okazy: jeden ważący 19 ct został oszlifowany podobnie jak brylant; drugi 23-karatowy ma szlif szmaragdowy.